# Ериковское сельское поселение
Ериковское сельское поселение — муниципальное образование Белгородского района Белгородской области России.
Административный центр — село Ерик.

## История
С 18 сентября 1925 года по 30 июля 1928 года Ериковский сельский совет входил в Пушкарскую волость Белгородского уезда. В 1943 году земли Ериковского сельского совета входили в Курскую область, и произошло слияние Раковского и Ериковского сельских советов. В 1943 году в селе осталось 234 двора, 39 домов — разрушены. В 1944 году в состав совета входило 4 колхоза. В 1946 году всего проживало 974 человека. Трудоспособное население: 262 женщины и 107 мужчин. Была восстановлена ветряная мельница и кузница. В 1948 году — население 1152 человека, открыта изба-читальня; заведующая — Надежда Плехова. В 1949 году — население 981 человек, люди уезжали на заработки в город.
Ериковское сельское поселение образовано 20 декабря 2004 года в соответствии с Законом Белгородской области № 159.

## Население
| 2010 | 2011 | 2012  | 2013 | 2014 | 2015 | 2016 | 2017 | 2018 |
| ---- | ---- | ----- | ---- | ---- | ---- | ---- | ---- | ---- |
| 763  | →763 | ↗775  | ↘774 | ↘752 | ↗772 | ↗786 | ↗805 | ↘762 |
| 2019 | 2020 | 2021  |      |      |      |      |      |      |
| ↗785 | ↗811 | ↗1364 |      |      |      |      |      |      |

## Состав сельского поселения
| № | Населённый пункт | Тип населённого пункта       | Население |
| - | ---------------- | ---------------------------- | --------- |
| 1 | Берёзово         | хутор                        | ↘18       |
| 2 | Гонки            | хутор                        | ↗99       |
| 3 | Гремучий         | хутор                        | ↗1        |
| 4 | Ерик             | село, административный центр | ↗559      |
| 5 | Зачатеевка       | хутор                        | ↗35       |
| 6 | Раково           | село                         | ↗51       |